# Сферична оболонка

Сферична оболонка з внутрішнім радіусом r і зовнішнім радіусом R. Праворуч: дві половини оболонки

Сфери́чна оболо́нка, або сфери́чний шар (англ. Spherical shell) — узагальнення кільця для тривимірного простору; область, обмежена двома концентричними сферами різних радіусів.

## Об'єм
Об'єм сферичної оболонки являє собою різницю об'ємів ділянок простору, уміщених всередині зовнішньої сфери і всередині внутрішньої сфери:
{\displaystyle V={\frac {4}{3}}\pi R^{3}-{\frac {4}{3}}\pi r^{3},}
{\displaystyle V={\frac {4}{3}}\pi (R^{3}-r^{3}),}
де r — радіус внутрішньої сфери, R — радіус зовнішньої сфери.
У разі тонкої оболонки товщини t і радіуса R об'єм наближено дорівнює добутку площі зовнішньої сфери і товщини оболонки:
{\displaystyle V\approx 4\pi R^{2}t,}
де t мале, порівняно з R ({\displaystyle t\ll R}).